# 멘투호테프 3세

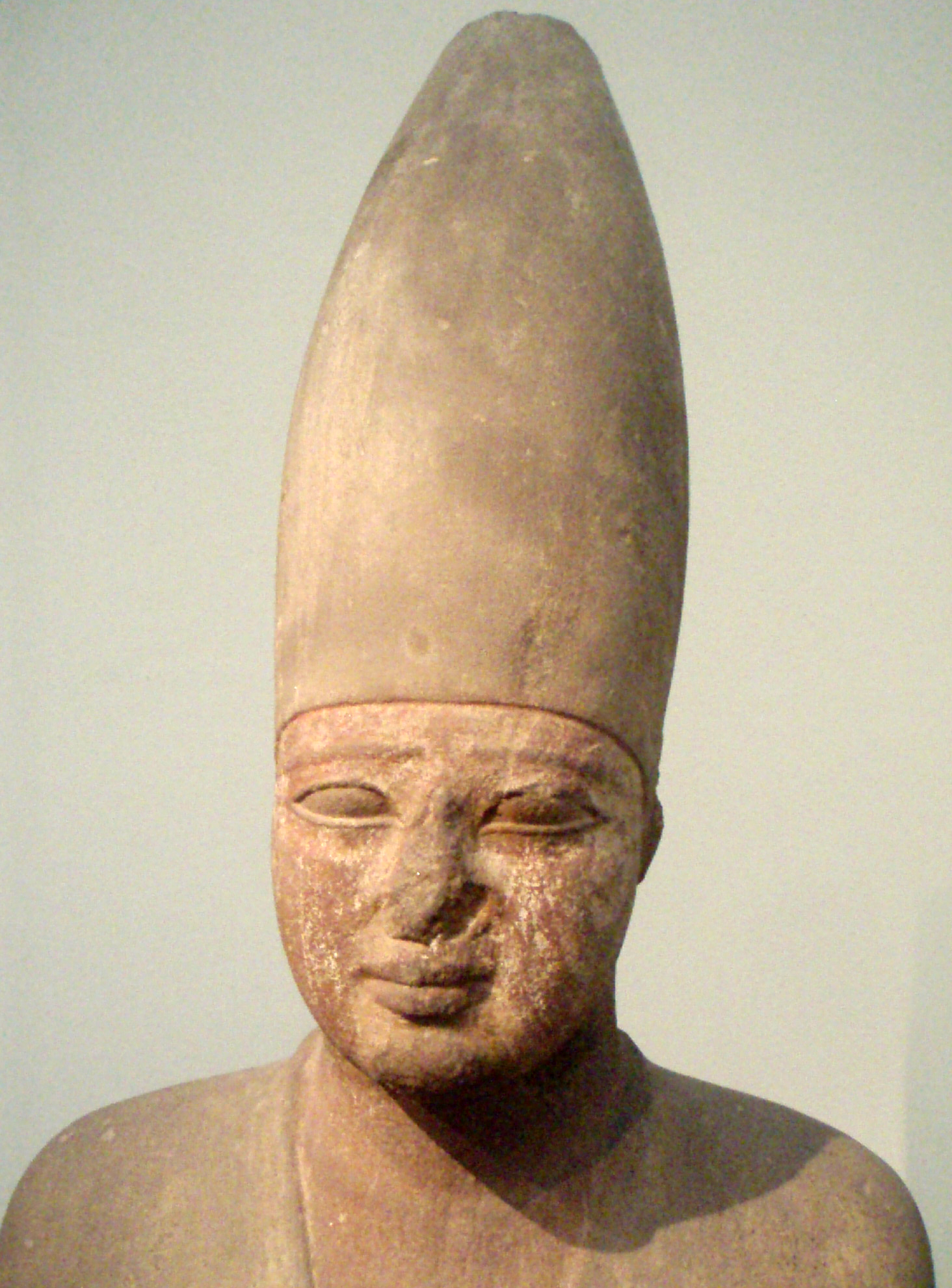

멘투호테프 3세(재위 기원전 2010년 ~ 기원전 1998년)는 이집트 제11왕조의 파라오이다. 그의 이름은 '멘투(테베의 전쟁신)가 만족하신다'라는 뜻이다. 즉위명은 산크카레로, '레의 영혼에 생명을 준다'는 뜻이다.
그는 상하 이집트를 통일하고 이집트 제1중간기를 마무리지은 멘투호테프 2세의 아들이었다. 선왕의 재위 기간이 50년에 이른 까닭에 재위 기간은 12년 가량에 불과하다.
재위 8년에는 선왕 때부터 신하였던 헤네누를 시켜 선왕 때부터 이어져 온 각종 건축사업을 위한 재료를 구해오게 하였다. 헤누는 3천 명의 병사를 이끌고 해당 지역의 저항군을 소탕하였고, 열두 개의 우물을 파고 물자 공급을 원활하게 하였다. 또한 헤누에게 푼트를 개척하게 명했다.
멘투호테프 3세의 무덤은 선왕의 무덤이 있는 다이르 알바하리에 있는 것으로 알려져 있지만, 실제로 발견되지는 않았다.
파라오 자리는 멘투호테프 4세가 계승하였다.

## 같이 보기
- 헤누

| 전임 멘투호테프 2세 | 제6대 이집트 제11왕조의 파라오 기원전 2010년 ~ 기원전 1998년 | 후임 멘투호테프 4세 |